# DesktopBSD
DesktopBSD é um sistema operacional derivado do UNIX com foco no Desktop , baseado no FreeBSD. Ele combina a estabilidade do FreeBSD com a facilidade de uso do KDE, sua interface grafica padrão. Está disponível na arquitetura 
IA-32 (conhecida como x86) e AMD64.

## Historia
DesktopBSD é essencialmente uma instalação customizada do FreeBSD e não um fork do FreeBSD. Ele é sempre baseado na última versão estável do FreeBSD mas incorpora certas customizações, pre-instaladas como o KDE e o DesktopBSD utilities além de arquivos de configuração.
Um equívoco comum sobre o DesktopBSD é que ele é uma distribuição desktop baseada no BSD rival do PC-BSD, por serem similares em estrutura e objetivos. Entretanto, o projeto DesktopBSD foi iniciado aproximadamente um ano antes do projeto PC-BSD, apesar do fato de a primeira versão do PC-BSD sair antes da versão do DesktopBSD. Nem o DesktopBSD nem projeto PC-BSD tem intenção de serem rivais, sendo projetos completamente independentes com características distintas e atitudes muito diferentes. DesktopBSD tem uma versão 64 bits (AMD64) desde a versão 1.0.
A versão atual é a 1.7 disponível desde 7 de setembro de 2009.
Atualmente em 2016 sua equipe está produzindo a versão 2.0 do sistema e não há data definida para o seu lançamento.

## Características
- Instalador gráfico que permite particionamento de discos e criação de usuários
- Ferramenta gráfica que permite administrar, instalar e atualizar os programas usando o sistema de ports do FreeBSD
- Gerenciador gráfico de interfaces de rede e montagem/desmontagem de drives

A versão atual é baseada no FreeBSD 7.2 e no KDE 3.5.

## Release 1.6
- Live-DVD - para teste do sistema sem necessidade de instalação
- Melhor suporte a hardware, mais drivers incluidos, ex. o driver para placas nVidia
- Melhorias no gerenciador de pacotes, interface com usuário e performance
- Checagem automatizada de vulnerabilidades de programas instalados
- portsnap como padrão para rápidas atualizações da lista de pacotes
- Melhora na detecção de hardware após a instalação
- Melhoria na detecção de grandes resoluções e taxas de atualizações dos monitores
- Suporte para o gerenciador de boot GRUB com uma ferramenta de configuração gráfica
- Gerenciador de imagem de splash no Boot
- Instalador e ambiente desktop completamente redesenhados
- Mensagens de aviso configuraveis no monitor de bateria

Em 25 de Julho de 2007 o Release Candidato 3 do DesktopBSD 1.6  ficou disponível no site do projeto 
Homepage do DesktopBSD

## Release 1.7
- FreeBSD 7.2 como base do sistema
- OpenOffice.org 3.1.1 com suite office rico em recursos
- Ambiente Java SE 6 pré-instalado
- X.Org 7.4 com suporte gráfico extensivo
- Grande número de aprimoramentos, correções e atualizações de software menores
- Suporte ao GRUB bootloader em i386 e inclusão de ferramentas de configuração gráfica

Em 7 de setembro de 2009 DesktopBSD 1.7 foi disponibilizado no site do projeto.
Há imagens disponíveis para i386 e AMD64 da versão atual. 
Blog do DesktopBSD